# Franciszek Grudziński
Franciszek Grudziński (ur. ok. 1835 – zm. ?) – uczestnik powstania styczniowego i powstania zabajkalskiego.
Pochodził z Ciechanowa. Skazany został na 20 (12?) lat ciężkich robót za egzekucję Żyda i utrzymywanie kontaktów z Żandarmerią Narodową. Zesłany na katorgę do budowy drogi bajkalskiej. Za udział w powstaniu w 1866 roku skazany na bezterminowe ciężkie roboty i zesłany na katorgę nerczyńską.